# Agrippina den yngre
 Der er for få eller ingen kildehenvisninger i denne artikel, hvilket er et problem. Du kan hjælpe ved at angive troværdige kilder til de påstande, som fremføres i artiklen.

Julia Agrippina, oftest omtalt Agrippina den yngre eller Julia Augusta Agrippina (født 15 e.Kr., død 59), var datter af Germanicus og Agrippina den ældre, og niece til Claudius og dennes anden hustru. Agrippina blev født i byen, som fik navn efter hende, Colonia Agrippina (det nuværende Köln). Hun var først gift med Cnaeus Domitius Ahenobarbus, som hun fik sønnen Nero med, og senere Passienus Crispus.
Agrippina var en kvinde, der ville frem i verden. Hun brugte ofte mænd som redskab til at komme til magten. I sin higen efter magt giftede hun sig med sin onkel, Kejser Claudius, for senere at dræbe ham og opnå magt gennem sin søn Nero. Denne plan mislykkedes, og hun blev dolket ihjel af sin søn i marts 59 e.kr.

## Familieforhold
Agrippina var det fjerde overlevende barn og den ældste datter af Agrippina den ældre og Germanicus. 
I år 28 blev hun tvunget til at gifte sig med Gnaeus Domitius Ahenobarbus, Neros far. Hun måtte forlade Gnaeus, da hun blev forvist for at have deltaget i en konspiration mod sin egen bror. 
Da Agrippinas bror Caligula blev kejser, indledte han et forhold til både Agrippina og hendes to søstre. Det varede til den ene søster døde.
Agrippina og hendes søster forsøgte at indlede et oprør imod Caligula sammen med Marcus Aemilius Lepidus, den døde søsters enkemand. De to overlevende søstre og Lepidus var også elskere.
Da hun kom hjem igen giftede hun sig med Sallistius Passienus Crispus, som hun efter sigende myrdede for at arve hans rigdomme.
Da Crispus døde blev Agrippina en af kejser Claudius’ rådgivere Marcus Antonius Pallass elskerinde. Pallas foreslog kejser Claudius at gifte sig med Agrippina.
Selv om Claudius var hendes onkel, blev de gift. Ved at få ham til at adoptere sin søn, Nero, fik hun enorm magt.

## Familiemassakre
De romerske tider forbindes ofte med incest og den indviklede familiehistorie, som mange af de kejserlige romere levede med, medførte at vejen til kejserembedet ofte kunne være snørklet. 

### Agrippina – en morder
Agrippina var som mange andre på den tid meget optaget af få så megen magt som muligt. Men fordi hun var kvinde, var det svært. 
Efter Claudius adopterede Nero (søn af Ahenobarbus) i ægteskabet med Agrippina, gjorde Agrippina alt for få Nero på tronen. I år 54 forgav hun sin mand (og onkel) tilsyneladende ved svampe. 
Hun lod Britannicus (søn af Claudius og Messalina) myrde for at fjerne trusler til kejsertronen for Nero. 
Crispus, Agrippinas anden mand, var meget velhavende og indflydelsesrig. Han blev også myrdet og efterlod Agrippina stor rigdom. Årsagen til hans død kendes ikke. Men ved hans begravelse gik der rygter om, at han var blevet forgiftet. 
Paulina var en trussel i forholdet mellem Agrippina og Claudius. Hun var en mulighed for Claudius, der skulle vælge sin fjerde kone. Men efter brylluppet med Agrippina beskyldte hun Paulina for sort magi. Paulina fik ingen rettergang, men blev udvist af Italien og fik ordre til at begå selvmord.
Silanus måtte ikke gifte sig med Claudia Octavia (Claudius’ datter), men skulle giftes med Nero for dermed at give Agrippina endnu mere magt. Agrippina fik ham anklaget for at have følelser for sin søster. Det tvang ham til at trække sig fra offentlige hverv, og han begik selvmord den dag Agrippina blev gift med Claudius. 

### Agrippinas død
Agrippinas egen død skyldes tilsyneladende, at Nero var utilfreds med hendes magt og  manipulerende væsen. Nero ønskede at gifte sig med Poppeae Sabina. Det var dog ikke velset af Agrippina, og Nero ønskede hende derfor af vejen. 
Nero havde planlagt enten at forgifte eller dolke hende. Men endte med at sende hende til søs på en plimsoller. Båden sank ikke som planlagt, på trods af at besætningen gjorde alt for at få planen fuldført. Dog brast loftet og var tæt på at ramme Agrippina, men hun undgik det, og da båden ikke længere var sødygtig, svømmede hun i land. Nero fik denne nyhed og sendte derefter folk for at slå hende ihjel. (Tacitus)
Tilsyneladende prøvede Nero at forgifte sin mor flere gange, men hver gang nåede Agrippina at tage modgift. Derudover siges det, at Nero lod et loft installere i Agrippinas sovekammer, som skulle falde ned over hende og slå hende ihjel. Men da dette heller ikke lykkedes, sendte Nero endnu en gang sin mor til søs i en usødygtig båd. Denne gang skulle båden kollapse og en anden båd kollidere med den kollapsende båd. Hun overlevede endnu en gang, men nyheden om det fik Nero til endnu en gang at sende en til at myrde sin mor, så det så ud som selvmord. (Suetonius)
Det lykkedes i sidste ende at få hende dolket. Det siges, at hendes sidste ord var et ønske om, at snigmorderen skulle stikke i hendes livmoder, fordi det var den, der var årsagen til hendes død.

### Links
Agrippina den yngre og hendes familie Arkiveret 24. september 2015 hos  Wayback Machine